# Афанасий Селишчев
Афанасий Матвеевич Селишчев (на руски: Афанасий Матвеевич Селищев) е виден руски езиковед, специалист в областта на славянските езици и славянската (включително българската) диалектология, член-кореспондент на Българската академия на науките и Руската академия на науките.

## Биография
Афанасий Селишчев е роден на 11/23 януари 1886 година в село Волово, Орловска губерния. Завършва Историко-филологическия факултет на Казанския университет през 1911 г.
Преподава в Иркутския (1918 – 1920), Казанския (1920 – 1921) и Московския университет от 1921 г. През 1931 – 1933 г. работи в кратко съществувалия Научен институт по езикознание, Москва при Министерството на просветата, създаден от опонентите на маризма. В началото на 1934 г. е арестуван по делото на славистите и е изпратен на заточение. През 1937 г. се връща в Москва и става професор в Московския институт за философия, литература и история и в Московския педагогически държавен университет.
Селишчев е член-кореспондент на Фино-угърското общество в Хелзинки (1926), на Академията на науките на СССР (1929) и на Българската академия на науките (1930).

## Научни приноси
Селишчев е сред най-големите руски слависти на XX век, автор на трудове върху историята на руския език, сравнителната граматика на славянските езици, славянските говори в Албания и българските в Македония, по балканистика, славянска палеография и топонимика.
Смята македонските говори за част от българския език и рязко критикува сърбизиращата концепция на Александър Белич, но според Самуил Бернщейн възразява, когато в България от неговите теории се правят политически изводи за принадлежност на територията. В издадените през 1968 г. избрани съчинения на Селишчев македонските говори са представени като част от българската езикова територия. Член е на Македонския научен институт в София.
Селишчев е автор на големия труд „Диалектологический очерк Сибири“ (выпуск 1, 1921), на социолингвистически трудове за промените в руския език след Октомврийската революция: „Язык революционной эпохи“ (1928; трудът бързо става полузабранен заради цитатите от Троцки, Каменев и други; преиздаден, 2003), „О языке современной деревни“ (1939). Посмъртно е издадена книгата „Старославянский язык“ в 2 части (1951 – 1952), която е сред най-добрите описания на езика на най-старите писмени паметници, имащо и стойност на учебник, преиздадена през 2001 и 2006 г.

## Основни трудове
- Введение в сравнительную грамматику славянских языков. Казань, 1914, Вып. 1, 123 с.
- Очерки по македонской диалектологии. Казань, 1918, Т.1. 284 с.
- Диалектологический очерк Сибири. Иркутск, 1920, Вып. 1, 297 с.
- Язык революционной эпохи. Из наблюдений над русским языком последних лет (1917 – 1926). Москва, 1928, 248 с.
- Полог и его болгарское население. Исторические, этнографические и диалектологические очерки северо-западной Македонии. София, 1929, 439 с.
- Славянское население в Албании. София, 1931, 352 с.
- Македонская диалектология и сербские лингвисты. София, 1935, 101 с.
- Славянское языкознание. Т.1. Западнославянские языки: Учеб. пособие. Москва, 1941, 468 с.
- Старославянский язык. В 2-х ч.: Учеб пособие. Москва: Учпедгиз, 1951, 1952
  - Ч.1: Введение. Фонетика. 1951, 336 с.
  - Ч.2: Тексты. Словарь. Очерки морфологии. 1951, 206 с.
- Избранные труды. Москва, 1968.